# 下河辺行平
下河辺 行平（しもこうべ ゆきひら）は、 平安時代末期から鎌倉時代初期にかけての武将・御家人。次郎、荘司。記録は十分ではないが、『吾妻鏡』などの記述で、その行跡を知ることができる。

## 経歴

### 小山氏の一門
下河辺氏は藤原秀郷の子孫である下野国小山氏の一門。下河辺行義の代に源頼政の支援の下に下河辺荘が成立して、嫡流の小山氏から自立した勢力となった。頼政敗死以後、行平は源頼朝の信頼を得ることで、引き続き下河辺荘を維持した。

### 下河辺荘の荘司
行平は下河辺荘の荘司であった。下河辺荘は、かつての渡良瀬川下流にあたる太日川と旧利根川（現在の江戸川と中川）に沿って広がる荘園であった。その領域は当時の下総国葛飾郡にまたがり、平坦で低地が多かった。八条院領の寄進系荘園だったが、頼朝からも改めて安堵された。
行平以後、その子孫が荘司を継承した形跡はない。頼朝没後、行平の影響力が低下したために、下河辺荘も次第に北条氏が支配するところとなり、行平の子孫はその被官になったと考えられる。
なお、『永享記』によれば、行平は下総国古河（茨城県古河市）に古河城の起源となる城館を築き、拠点とした。

### 頼朝近臣
『吾妻鏡』によれば、治承4年（1180年）の以仁王の挙兵の際には、父・行義と共に京都で源頼政の許にあり、その挙兵を源頼朝に知らせた。頼政の敗死後は小山氏と共に頼朝の挙兵に応じて参陣し、同年11月、常陸国の佐竹氏攻めに参加する。養和元年（1181年）4月、行平は頼朝の寝所を警護する11名の内に選ばれた（『吾妻鏡』養和元年4月7日条）。寿永2年（1183年）の野木宮合戦では、小山朝政による志田義広の要撃に参加した。
治承・寿永の乱では、源範頼の軍に従って、寿永3年（1184年）の一ノ谷の戦いに参加した。翌年の壇ノ浦の戦いに際しても、範頼に従って、平氏の背後を遮断するために豊後国に渡った（葦屋浦の戦い）。この時、自身の甲冑を売って小船を買い入れ、その船で船団の先頭に立つ。人に甲冑売却を非難されると、身命は惜しまないが、先陣はぜひ任せて欲しいと答えた。
文治3年（1187年）には、頼朝の使者として千葉常胤と共に上洛し、群盗を鎮圧した。同年、畠山重忠が謀反の疑いをかけられた時、「弓馬の友」である行平が適任とされて、重忠の許に派遣され、鎌倉に戻っての弁明を承諾させた。その結果、重忠への疑いが解ける。
文治5年（1189年）の奥州合戦においては、鎌倉を進発する頼朝御共の列に加わり、阿津賀志山の戦いでも奮戦した。
行平は弓の名手であり、頼朝より「日本無双の弓取」と称賛された。鹿狩や流鏑馬・笠懸・弓始などの射手を数多く任され、頼朝の嫡男・頼家に弓を教える師範にもなった。建久6年（1195年）には、頼朝より准門葉として源氏一門と同等に待遇される栄誉を与えられた（『吾妻鏡』建久6年11月6日条）。行平への信頼の大きさがうかがえる。
頼朝没後は『吾妻鏡』に登場する頻度が減少するが、元久2年（1205年）には、執権北条時政・義時の父子が、謀反を理由に畠山重忠を討った畠山重忠の乱で、行平も討伐軍に参加したことが記されている。

## 家族

### 『尊卑分脈』
○出典：『古河市史』
- 父：下河辺行義
- 母：不明
- 兄弟
  - 行平
  - 政義
- 妻：不明
- 子
  - 朝行 - または行綱の子。幸島四郎
  - 行綱 - 左衛門尉
  - 行時 - 幸島四郎

### 「下河辺家系」
○出典：『古河市史』
- 父：下河辺行義
- 母：不明
- 兄弟
  - 行平
  - 覚因 - 法印
  - 政義
  - 行秀 - 下河辺六郎、号智定房
- 妻：不明
- 子
  - 行綱 - 左衛門尉
  - 朝行

## 関連作品
下記の時代小説は、行平が主人公の文学作品である。
- 森本房子『坂東の野に死す』　崙書房出版、1988年